# 87 (число)
Вижте пояснителната страница за други значения на 87.
87 (осемдесет и седем) е естествено, цяло число, следващо 86 и предхождащо 88.
Осемдесет и седем с арабски цифри се записва „87“, а с римски цифри – „LXXXVII“. Числото 87 е съставено от две цифри от позиционните бройни системи – 8 (осем) и 7 (седем).

## Общи сведения
- 87 е нечетно число.
- 87 е атомният номер на елемента франций.
- 87-ият ден от годината е 28 март.
- 87 е година от Новата ера.